# Microrégion de Sena Madureira

Localisation de la microrégion de Sena Madureira

La microrégion de Sena Madureira est une des microrégions de l'État de l'Acre appartenant à la mésorégion de la vallée de l'Acre, au Brésil. Elle couvre une aire de 40 646 km2 pour une population de 45 040 habitants (IBGE, 2006) et est divisée en trois municipalités. Elle a une densité de 1,11 hab./km2.
Elle est limitrophe du Pérou.

## Microrégions limitrophes
- Brasiléia
- Rio Branco
- Tarauacá
- Boca do Acre (Amazonas)

## Municipalités[1]
- Manoel Urbano
- Santa Rosa do Purus
- Sena Madureira